# Saunasaari (ö i Norra Savolax, Varkaus)
Saunasaari är en ö i Finland. Den ligger i sjön Miehalanjärvi och i kommunen Varkaus i den ekonomiska regionen  Varkaus ekonomiska region  och landskapet Norra Savolax, i den sydöstra delen av landet, 290 km nordost om huvudstaden Helsingfors. Öns area är 0,3 hektar och dess största längd är 80 meter i öst-västlig riktning.